# Silje Waade
Silje Katrine Waade, född 20 mars 1994 i Stjørdal i Norge, är en norsk handbollsspelare, som spelar som högernia och högersexa.

## Karriär

### Klubblagsspel
Waade började spela handboll då hon var 12 år gammal med Stjørdals-Blink och gick sedan till Byåsen 2010. Waade började  sen sin elitkarriär i Byåsen IL där hon spelade från 16 års ålder 2010, till 2018 då hon lämnade klubben för Vipers Kristiansand. Med sin nya klubb vann hon norska serien, cupen och slutspelet 2019 samt fick spela Final Four i Champions League där Vipers tog hem bronset.

### Landslagsspel
Landslagskarriären började i ungdomslandslaget där hon spelade VM 2012 med U-18 landslaget och vann brons. Hon spelade sedan även EM med U-19 laget 2013 då Norges lag belade 4:e plats. Hon debuterade i rekryteringslandslaget 5 juni 2014, och Waade stod för ett mål. Sommaren 2014 skadade hon korsbandet, och säsongen 2014–2015 spolierades. Waade debuterade i A-landslaget 2016. Hon blev uttagen i All Star i turneringen Golden League som Norge vann mot Danmark, Frankrike och Ryssland 2016. Waade fick sedan mästerskapsdebutera i EM 2016 i Sverige och blev Europamästare med norska laget. I EM 2016 var hon Norges längsta spelare och fick sitt internationella genombrott och blev uppmärksammad för sitt försvarsspel. Hon har sedan också deltagit i EM 2019 och VM 2019. År 2020 har hon spelat 45 A-landskamper och gjort 57 mål i landslaget.

### Friidrott
Hon var aktiv som medelmåttig friidrottare till 2011. Personbästa: höjd 1,55, Stav 2,12,tresteg 10,87, spjut 34,30, kula 10,19.

## Meriter
Med klubblag
- Norska ligan: 2019, 2020, 2021, 2022, 2023
- Norska cupen: 2018, 2019, 2020, 2021, 2022/23
- EHF Champions League: 2021, 2022, 2023
- EHF Champions League: 2019

Med landslag
- EM 2016
- U20-VM 2012